# Cancilla praestantissima
Cancilla praestantissima, tên tiếng Anh: most superior mitre, là một loài ốc biển, là động vật thân mềm chân bụng sống ở biển trong họ Mitridae, họ ốc méo miệng.

## Miêu tả
Loài này có kích thước giữa 20 mm and 61 mm

## Phân bố
Chúng phân bố ở Biển Đỏ, ở Ấn Độ Dương dọc theo Madagascar, Mauritius và bể Mascarene; ở Thái Bình Dương dọc theo Polynesia.